# AN/PSQ-20夜視儀
AN/PSQ-20增強型夜視儀（英語：Enhanced Night Vision Goggle，ENVG）是一款由ITT Exelis為美軍開發的第三代單筒式夜視儀。它同時結合了影像增強和熱成像兩個技術，配有一個直徑16公釐的影像增強管和一個320x240高解析度熱阻式微輻射感測器，並利用了視覺融合將兩個影像重疊，讓佩戴者能夠在光線非常少的環境下更容易辨識目標。AN/PSQ-20、AN/PSQ-20A只有影像增強和視覺融合兩個模式，而AN/PSQ-20B則加入了單獨使用熱成像的模式。 ENVG於2004年被美國陸軍選定為未來部隊勇士項目的輔助裝備，正式定名為“AN/PSQ-20”，並預定取代AN/PVS-7及AN/PVS-14等舊式夜視儀。儘管相比起舊型號成本更昂貴和更重，美國特種作戰部隊最早已於2008年開始採用PSQ-20，陸軍的第10山地師亦於2009年採用該夜視儀。生產商亦對ENVG作出各種改良，包括減輕重量及新增數字圖像傳送功能。除了ENVG-I項目的標準型外，共有兩款改進型分別為ENVG-II項目的AN/PSQ-20A SENVG（Spiral Enhanced Night Vision Goggle）和AN/PSQ-20B，還有以ENVG-III項目進一步開發的AN/PSQ-39/40，而美國陸軍也正在進行ENVG-B項目研發測試的AN/PSQ-42是以AN/PSQ-20為基礎開發的下一代雙筒夜視鏡預計在未來真正取代現有全軍配發的AN/PVS-14。

## 使用者
- 俄羅斯
  - 聯邦安全局特別用途中心
- 美国
  - 美國陸軍